# بنتن (مدينة)

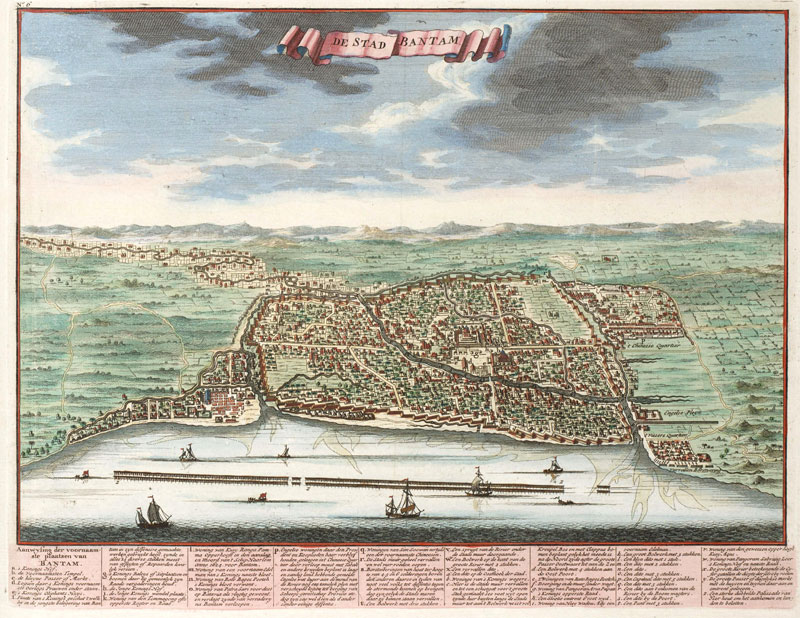
رسم توضيحي لمدينة بانتين يعود لعام 1724م تقريبا.

بنتن هي ميناء ومدينة صغيرة تقع بالقرب من الطرف الغربي من جزيرة جاوة. تحوي على مرفأ آمن عند مصب نهر بنتن والذي يوفر ممر ملاحة للمراكب الخفيفة إلى داخل الجزيرة. وتقع البلدة على مقربة من مضيق سوندا الذي يلعب دورا مهما في حركة المرور اليحرية بين جاوا و سومطرة. وفي السابق، كانت بنتن القديمة لسلطنة بنتن، والتي كانت مركزا استراتيجيا رئيسيا مهم للتجارة والعمل.

## المدينة اليوم
في الوقت الحاضر، بنتن ميناء محلي صغير، في ظل اقتصادي للموانئ المجاورة ميراك إلى الغرب وجاكرتا إلى الشرق. وهناك وجود صيني كبير في المجتمع.

### استشهادات
- Witton، Patrick (2003). Indonesia. Melbourne: LonelyPlanet. ص. 164–165. ISBN:1-74059-154-2. مؤرشف من الأصل في 2022-06-09.